# 4-Butyl-1,3-benzoldiol
4-Butyl-1,3-benzoldiol (Name nach IUPAC), auch  4-Butylresorcinol (INCI) oder Rucinol (von Pola Chemical Industries geschützter Name), ist eine synthetische Verbindung und dient als Wirkstoff zur Hautaufhellung. Ein Einsatzbereich ist beispielsweise die Behandlung von Hyperpigmentierung. Hyperpigmentierungen entstehen durch eine punktuell erhöhte Produktion des körpereigenen Hautfarbstoffs Melanin, beispielsweise Lentigo oder Altersflecken.
Der in Japan über zehn Jahre entwickelte Wirkstoff soll die Melaninproduktion gezielt unterbrechen, indem er zwei für die Melaninsynthese (Melanogenese) erforderliche Enzyme hemmt: die Tyrosinase und die TRP-1. So wird zunächst die Melaninproduktion allgemein gehemmt, dann die Produktion des schwarzen Melanins, das für die intensive Färbung der Pigmentflecken verantwortlich ist, gezielt blockiert.
Ergebnis des doppelten Eingriffs in die Hyperpigmentierung ist eine vollständige Entfärbung der Pigmentflecken. Die Wirkung von 4-Butylresorcinol auf die Melaninproduktion soll rund 100-mal stärker sein als die von Hydrochinon und mehr als fünfmal stärker als die von Kojisäure.
In Deutschland sind Kosmetika mit 4-Butylresorcinol (Rucinol) seit Januar 2005 in Form von Serum und Creme erhältlich.